# 布兰维莱拉莫特
布兰维莱拉莫特（法語：Brunvillers-la-Motte，法語發音：[bʁœ̃vile la mɔt]）是法国瓦兹省的一个市镇，属于克莱蒙区。

## 地理
布兰维莱拉莫特（49°32'57"N, 2°27'2"E）面积6.5 平方千米，位于法国上法蘭西大區瓦兹省，该省份为法国北部内陆省份，北起索姆省，西接厄尔省和滨海塞纳省，南至塞纳-马恩省和瓦兹河谷省，东临埃纳省。
与布兰维莱拉莫特接壤的市镇（或旧市镇、城区）包括：加讷、迈涅莱-蒙蒂尼、普兰瓦勒、坎康普瓦、桑莫兰维莱。
布兰维莱拉莫特的时区为UTC+01:00、UTC+02:00（夏令时）。

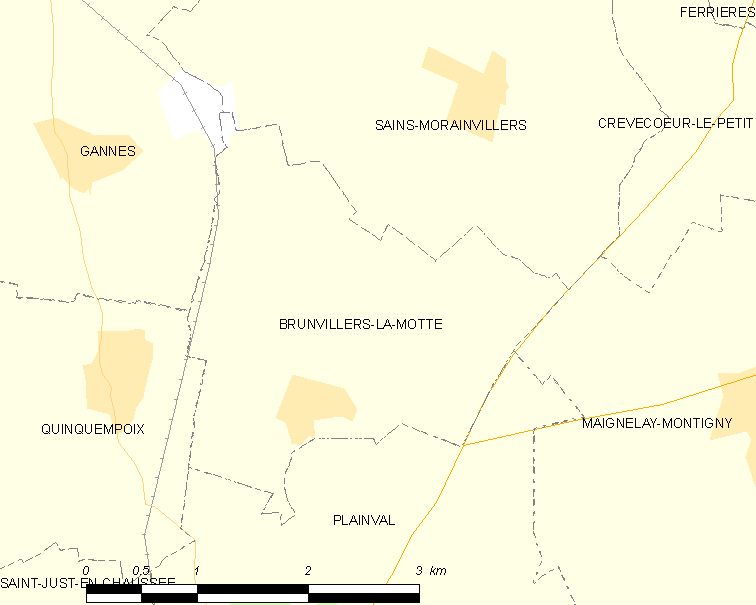
布兰维莱拉莫特的OSM定位图

## 行政
布兰维莱拉莫特的邮政编码为60130，INSEE市镇编码为60112。

## 政治
布兰维莱拉莫特所属的省级选区为圣瑞斯特昂绍塞县。

## 人口

1962-2008年间布兰维莱拉莫特人口变化图示

布兰维莱拉莫特于2022年1月1日时的人口数量为344人。